# Platysace
Platysace je biljni rod iz porodice štitarki, čijih dvadesetak priznatih vrsta raste po Australiji Rod je dio potporodice istoimene klade. Opisan je prvi puta u Pl. Preiss. 1: 285 (1845).

## Opis
WHO priznaje 25 vrsta. To su višegodišnje drvenaste biljke ili polugrmovi. 
Listovi cjeloviti ili režnjeviti, uskocrtni, lancetasti do okruglastih peteljki ili sjedeći, ekstipulirani. 
Cvjetovi dvospolni ili muški, bijeli, krem ili ružičasti. Čašice su neugledne ili ih nema. Latice eliptične do jajolike, središnja žila kobičasta. Stylopodium ravan ili konusni. 
Plod, više-manje stisnut bočno; karpofor postojan, nepodijeljen (u NSW); merikarpi jajasti do ± okrugli, obično hrapavi do tuberkulati; sužen na spoju merikarpa.

## Vrste
1. Platysace anceps (DC.) C.Norman
2. Platysace arnhemica Specht
3. Platysace cirrosa Bunge
4. Platysace clelandii (Maiden & Betche) L.A.S.Johnson
5. Platysace commutata (Turcz.) C.Norman
6. Platysace compressa (Labill.) C.Norman
7. Platysace deflexa (Turcz.) C.Norman
8. Platysace effusa (Turcz.) C.Norman
9. Platysace ericoides (Sieb. ex DC.) C.Norman
10. Platysace filiformis (Bunge) C.Norman
11. Platysace flexuosa Turcz.
12. Platysace haplosciadia (Benth.) C.Norman
13. Platysace heterophylla (Benth.) C.Norman
14. Platysace juncea (Bunge) C.Norman
15. Platysace lanceolata Druce
16. Platysace linearifolia (Cav.) C.Norman
17. Platysace maxwellii (F.Muell.) C.Norman
18. Platysace pendula (Benth.) C.Norman
19. Platysace ramosissima (Benth.) C.Norman
20. Platysace saxatilis Keighery
21. Platysace stephensonii (Turcz.) C.Norman
22. Platysace tenuissima (Benth.) C.Norman
23. Platysace teres (Bunge) C.Norman
24. Platysace trachymenioides F.Muell.
25. Platysace xerophila (E.Pritz.) L.A.S.Johnson